# Радојчићи (Травник)
Радојчићи је насељено место у Босни и Херцеговини у општини Травник. Административно припада Федерацији Босне и Херцеговине, односно њеном Средњобосанском кантону. Према попису становништва из 2013. у насељу је било 315 становника, а већинску популацију чинили су Бошњаци.

## Становништво
По последњем службеном попису становништва из 2013. године у овом насељу живело је 315 становника, а село је било етнички хомогено са већинском бошњачком популацијом.
| Националност | 2013. | 1991.        | 1981.        | 1971.        |
| Бошњаци      | —     | 272 (92,83%) | 240 (91,60%) | 189 (87,50%) |
| Хрвати       | —     | 0            | 1 (0,38%)    | 0            |
| Срби         | —     | 21 (7,17%)   | 20 (7,63%)   | 25 (11,57%)  |
| Југословени  | —     | 0            | 1 (0,38%)    | 1 (0,46%)    |
| остали       | —     | 0            | 0            | 1 (0,46%)    |
| Укупно       | 315   | 293          | 262          | 216          |